# Aspidosperma curranii
Aspidosperma curranii là một loài thực vật thuộc họ Apocynaceae. Loài này có ở Colombia và Panama. Chúng hiện đang bị đe dọa vì mất môi trường sống.